# Lathyrus heterophyllus
Lathyrus heterophyllus — вид квіткових рослин з родини бобових (Fabaceae). Ареал: Європа (Австрія, Чехія, Словаччина, Франція (у т. ч. Корсика), Німеччина, Ліхтенштейн, Греція, Італія (у т. ч. Сардинія), Польща, Португалія, Іспанія, Швеція, Швейцарія); інтродукований до Великої Британії.

## Екологія
Росте на скелях, галявинах, узліссях, у покинутих кар'єрах і околицях чагарників, переважно на основних субстратах, як правило, на неглибоких кам'янистих ґрунтах, у напівтінистих або тінистих місцях.

## Біоморфологічна характеристика

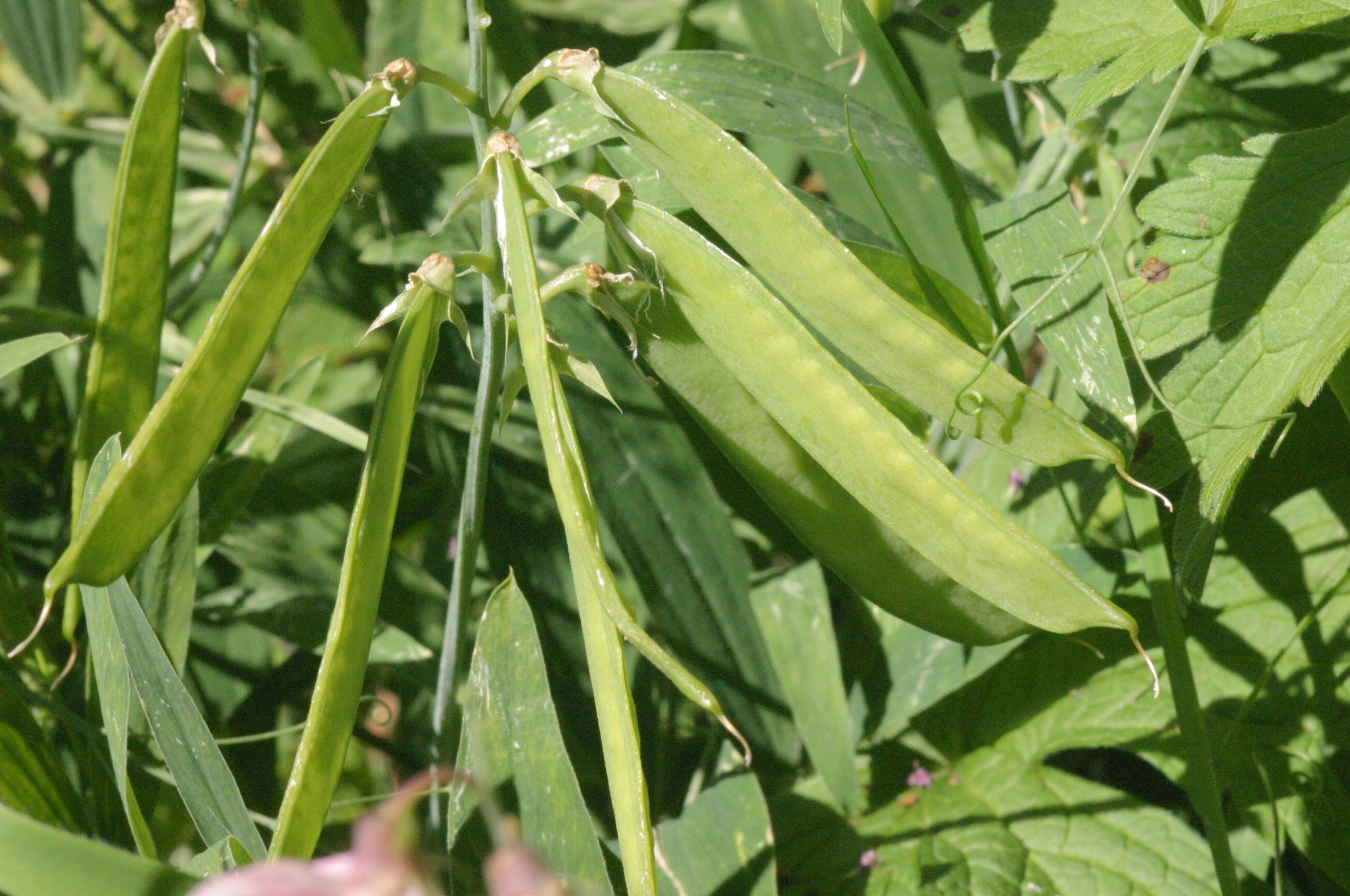

Це трав'яниста багаторічна рослина завдовжки 60–200 см з лежачими, крилатими, голими стеблами. Нижні листки з одною парою, верхні мають 1–3 пари ланцетних листочків, що закінчуються 2–3-рукавним вусиком. Листки довгасті, ланцетні, еліптичні, від оберненояйцеподібних до широкоеліптичних, 4–8 см завдовжки, 1–5 см завширшки, з трьома сильно і двома більш слабо вираженими паралельними жилками. Прилистки напівпагоноподібні, 18–48 мм завдовжки. Квітконоси суцвіть 10–22 см завдовжки. Квітки по 4–8 у пухких суцвіттях. Квітки з насичено-рожевим або пурпуровим віночком, завдовжки 14–18 мм, чашолистки зеленуваті. Плід — 2–9-насінний, лінійно-циліндричний, голий стручок 60–85 мм у довжину й 7–8 мм ушир. Цвіте з липня по серпень. 2n=14.

## Використання
L. heterophyllus є вторинним диким родичем L. sativus, культурного гороху, L. cicera і L. odoratus, і більш віддалено є третинним диким родичем L. ochrus. Цей вид, ймовірно, пасеться дикими та одомашненими видами на пасовищах і сільськогосподарських околицях.